# Обичам да те мразя
„Обичам да те мразя“ (на английски: Anyone But You) e американска романтична комедия от 2023 г. с участието на Сидни Суини и Глен Пауъл. Режисьор е Уил Глък, който е съсценарист с Иляна Улпърт. Филмът е вдъхновен от пиесата „Много шум за нищо“ от Уилям Шекспир. Във филма още участват Александра Шип, ГаТа, Хадли Робинсън, Мишел Хърд, Дърмът Мълроуни, Дарън Барнет, Браян Браун и Рейчъл Грифитс.
Премиерата на филма излиза по кината в Съединените щати на 22 декември 2023 г. от „Сони Пикчърс Релийзинг“. Той получава смесени отзиви от критиците и е считан като „спящ хит“. Сюжет: След като чува спора на Хали и Клаудия, Бен убеждава Беа да се престори, че са се помирили в името на сватбата. Церемонията протича гладко, но по време на приема тя вижда Маргарет да го целува и си тръгва разплакана, тръгвайки към сградата на операта в Сидни, Австралия. Бен обаче отхвърля Маргарет, понеже смята че връзката им може да се превърне в още едно съжаление . Сватбеното тържество го убеждава да преследва Беа и той отново скача в пристанищните води, убеждавайки спасителния хеликоптер, който го извлича, да го откара до сградата на операта. Бен се извинява на Беа, като й казва, че е напуснал, защото се е страхувал, че връзката им може да се превърне в още едно съжаление. Те се помиряват и се връщат на рецепцията като двойка, където Хали и Клаудия разкриват, че спорът им е бил още една хитрост, за да ги съберат отново. Междувременно техните бивши се свързват.

## Актьорски състав
- Сидни Суини – Беа
- Глен Пауъл – Бен
- Александра Шип – Клаудия
- ГаТа – Пийт
- Хадли Робинсън – Хали
- Мишел Хърд – Каръл
- Дърмът Мълроуни – Лео
- Дарън Барнет – Джонатан
- Рейчъл Грифитс – Ини
- Браян Браун – Роджър
- Чарли Фрейзър – Маргарет
- Джо Дейвидсън – Бо[7]

## Производител
През януари 2023 г. е обявено, че Сидни Суини и Глен Пауъл ще участват в неозаглавен филм на режисьора Уил Глък. Александра Шип, Мишел Хърд, Браян Браун, Дарън Барнет и Хадли Робинсън се присъединяват към състава през февруари, а Дърмът Мълроуни, Рейчъл Грифитс и ГаТа на следващия месец.
Снимките започват в Нов Южен Уелс през февруари 2023 г. Заснемането в Сидни е забелязан през март 2023 г. През май филмът е озаглавен като „Обичам да те мразя“.

## Премиера
Филмът излиза по кината от „Сони Пикчърс Релийзинг“ в Съединените щати и Канада на 22 декември 2023 г.

## В България
В България филмът излиза по кината на 12 януари 2024 г. от „Форум Филм България“.